# Харша
Харша (Харшавардхана) (ок. 590—647) — правитель в 606 — 646 годах Северной Индии из рода Пушпабхути (Пушьябхути). 
Его наследственные владения были в верхней части долины Джамны — Ганга, Восточного Пенджаба и восточной Раджпутаны, первоначальной столицей была Стханешвара. Харша отвоевал у бенгальского правителя Шашанки и Гуптов Малвы территорию захваченного ими государства Маукхариев в среднем районе долины Ганга и объединил своё княжество и владения своих союзников Маукхариев. Новой столицей Харша сделал Канаудж. Харша завоевал часть Малвы и предпринял поход на Декан, но потерпел поражение на реке Нарбада (около 612 года). К 643 году Харша завоевал Бенгалию и Ориссу. Империя Харша была типично военно-феодальной державой, состоявшей из большого числа вассальных княжеств, и распалась после смерти своего создателя.
Авторству Харши приписывались три знаменитые древнеиндийские драмы — «Ратнавали», «Нагананда» и «Приядаршика». Китайский паломник И Цзин и поэт Дамодарагупта, восхваляя литературный дар царя, указывали, что, по крайней мере, две из трех упомянутых драм принадлежат ему.   
Для составления статьи использовался материал из Большой советской энциклопедии